# Günter Schöppe
Günter Schöppe (* 16. März 1936 in Gera) ist ein deutscher Ingenieur.

## Leben
Nach dem Abschluss der Volksschule erlernte er zwischen 1950 und 1953 den Beruf eines Augenoptikers. Er erwarb danach in der Abendschule die mittlere Reife und schloss das Studium an der Fachschule für Augenoptik in Jena als staatlich geprüfter Augenoptikermeister ab. Im Jahr 1969 erwarb er den Abschluss als Ingenieur für Betriebs-, Mess-, Steuer- und Regelungstechnik (BMSR) an der Fachhochschule Jena. 
Im Jahr 1957 begann er seine Tätigkeit bei VEB Carl Zeiss Jena. Zwischen 1959 und 1961 arbeitete er am Kernforschungszentrum Dubna in Russland an der Entwicklung eines automatisierten Kernspurmessmikroskopes mit. 
Beginnend im Jahr 1964, entwickelte er gemeinsam mit seinem Laborleiter Hermann Beyer das Grundprinzip eines Interferenzmikroskopes (Anordnung nach Beyer-Schöppe), das patentiert wurde und im Jahr 1966 als Produkt „Interphako“ auf den Markt kam und in der folgenden Zeit eines der kommerziell erfolgreichsten Interferenzmikroskope der Welt war. In den Jahren 1976 bis 1978 war Schöppe maßgeblich an der Entwicklung eines Mikroskops zur automatisierten Messung der elektrophoretischen Mobilität von Zellen beteiligt (Parmoquant), wofür er im Jahr 1978 mit dem Nationalpreis der DDR für Wissenschaft und Technik geehrt wurde. Weitere Schwerpunkte seiner Entwicklungstätigkeit waren Beiträge zur Laser-Scanning-Mikroskopie.
Günter Schöppe lebt gemeinsam mit seiner Frau Marietta in Jena.

## Veröffentlichungen
- Einige Kapitel zur Interferenzmikroskopie in: Beyer, Riesenberg: Handbuch der Mikrospopie. VEB Verlag Technik, Berlin, ISBN 978-3341002834
- Theorie und Praxis der Interferenzmikroskopie. (= Band 29, Technisch-physikalische Monographie), Akademische Verlagsgesellschaft Geest & Portig KG, Leipzig 1974

| Personendaten    | Personendaten       |
| ---------------- | ------------------- |
| NAME             | Schöppe, Günter     |
| KURZBESCHREIBUNG | deutscher Ingenieur |
| GEBURTSDATUM     | 16. März 1936       |
| GEBURTSORT       | Gera                |